# Corybas barbarae
Corybas barbarae är en orkidéart som beskrevs av David Lloyd Jones. Corybas barbarae ingår i släktet Corybas, och familjen orkidéer. Inga underarter finns listade i Catalogue of Life.